# Terminalia tropophylla
Terminalia tropophylla là một loài thực vật có hoa trong họ Trâm bầu. Loài này được H. Perrier miêu tả khoa học đầu tiên năm 1953.